# 2018 FIFAワールドカップ・アジア1次予選
- 2018 FIFAワールドカップ > 2018 FIFAワールドカップ・予選 > 2018 FIFAワールドカップ・アジア予選 > 2018 FIFAワールドカップ・アジア1次予選
- AFCアジアカップ2019 > AFCアジアカップ2019 (予選) > 2018 FIFAワールドカップ・アジア1次予選

このページは、2018 FIFAワールドカップ・アジア予選の1次予選の結果をまとめたものである。

## 方式
シード順が35位から46位のチーム（12チーム）を2チームずつ6組に分け、ホーム・アンド・アウェー方式で対戦を行う。各勝者が2次予選に進出する。敗者はAFCソリダリティーカップ2016に出場する。

## シード順
組み合わせ抽選会は、2015年2月10日15時30分(マレーシア標準時・UTC+8)にクアラルンプールのAFC本部で実施した。
12チームを2つのポットに分け、ポット1にはランキング35位から40位のチームを、ポット2にはランキング41位から46位のチームに振り分けた。シード順は、2015年1月のFIFAランキングが採用された。
| ポット1 | ポット2                                                                                               |
| --- | --- |
| - インド (171) - スリランカ (172) - イエメン (176) - カンボジア (179) - チャイニーズタイペイ (182) - 東ティモール (185) | - ネパール (186) - マカオ (186) - パキスタン (188) - モンゴル (194) - ブルネイ (198) - ブータン (209) |

## 試合結果
| チーム #1            | 合計  | チーム #2  | 第1戦 | 第2戦 |
| -------------------- | ----- | ---------- | ----- | ----- |
| インド               | 2 - 0 | ネパール   | 2 - 0 | 0 - 0 |
| イエメン             | 3 - 1 | パキスタン | 3 - 1 | 0 - 0 |
| 東ティモール         | 0 - 6 | モンゴル   | 0 - 3 | 0 - 3 |
| カンボジア           | 4 - 1 | マカオ     | 3 - 0 | 1 - 1 |
| チャイニーズタイペイ | 2 - 1 | ブルネイ   | 0 - 1 | 2 - 0 |
| スリランカ           | 1 - 3 | ブータン   | 0 - 1 | 1 - 2 |

注釈
1. 1 2 3  東ティモールは、第1戦を 4-1 、第2戦を 1-0 、合計 5-1 で勝利し2次予選に進出した。東ティモールは代表資格のない選手を多数出場させたことへの処分として、後日2018 FIFAワールドカップ・アジア予選の合計7試合を没収試合（0-3での敗戦扱い。ただし、当初のスコアがそれ以上の敗戦であった場合はスコアは変更せず）とされた[4]。しかし処分は2次予選開始後だったためモンゴルは2次予選に進出できなかった。

| 2015年3月12日 19:00 (UTC+5:30) |

| インド              | 2 - 0    | ネパール |
| チェトリ 53分, 71分 | レポート |          |

| インディラ・ガンディー陸上競技場（グワーハーティー） 観客数: 11,200人 主審: アジズ・アシモフ |

| 2015年3月17日 15:30 (UTC+5:45) |

| ネパール | 0 - 0    | インド |
|          | レポート |        |

| ダサラス・ランガシャラ・スタジアム（カトマンズ） 観客数: 10,500人 主審: ハミス・アル・マリ |

インドが2次予選に進出。
| 2015年3月12日 15:00 (UTC+3) |

| イエメン                                                 | 3 - 1    | パキスタン           |
| アル＝マタリ 3分 · ボクシャン 57分 · アッ＝サーシー 69分 | レポート | バシール 67分 (pen.) |

| グランド・ハマド・スタジアム（カタール・ドーハ） 観客数: 300人 主審: モハメド・アブ・ロウム |

| 2015年3月23日 18:30 (UTC+3) |

| パキスタン | 0 - 0    | イエメン |
|            | レポート |          |

| ハリーファ・スポーツ・シティー・スタジアム（バーレーン・イーサ・タウン） 観客数: 2,200人 主審: アリ・サバー・アダッイ・アル＝カイシ |

イエメンが2次予選に進出。
| 2015年3月12日 16:00 (UTC+9) |

| 東ティモール                                               | 0 - 3 没収試合 | モンゴル            |
| ド・カルモ 7分, 10分 · ロドリゴ・シウヴァ 89分 · ネト 90分 | レポート       | バトメンヒン 90+2分 |

| エスタジオ・ナシオナル（ディリ） 観客数: 9,000人 主審: シワコーン・プウドム |

| 2015年3月17日 16:00 (UTC+8) |

| モンゴル | 3 - 0 没収試合 | 東ティモール   |
|          | レポート       | パトリック 9分 |

| MFFフットボールセンター（ウランバートル） 観客数: 5,000人 主審: 王迪 |

当初のスコア（2試合合計5-1）により、東ティモールが2次予選に進出。ただし後日、両試合とも没収試合（東ティモールの0-3での敗戦扱い）となった。
| 2015年3月12日 16:00 (UTC+7) |

| カンボジア                                  | 3 - 0    | マカオ |
| ヴァタナカ 64分, 81分 · ラボラヴィー 90+4分 | レポート |        |

| カンボジア王国軍競技場（プノンペン） 観客数: 8,000人 主審: 何煒昇 |

| 2015年3月17日 20:00 (UTC+8) |

| マカオ           | 1 - 1    | カンボジア |
| 梁嘉恒 52分 (PK) | レポート | ビン 28分  |

| 澳門運動場（タイパ島） 観客数: 1,000人 主審: ヤコブ・アブドゥル・バキ |

カンボジアが2次予選に進出。
| 2015年3月12日 19:00 (UTC+8) |

| チャイニーズタイペイ | 0 - 1    | ブルネイ    |
|                      | レポート | アディ 36分 |

| 高雄国家体育場（高雄） 観客数: 6,273人 主審: ロワン・アルムガン |

| 2015年3月17日 20:15 (UTC+8) |

| ブルネイ | 0 - 2    | チャイニーズタイペイ    |
|          | レポート | 王睿 37分 · 朱恩楽 53分 |

| ハサナル・ボルキア国立競技場（バンダルスリブガワン） 主審: トゥクリ・アルフダイル |

チャイニーズタイペイが2次予選に進出。
| 2015年3月12日 14:30 (UTC+5:30) |

| スリランカ | 0 - 1    | ブータン      |
|            | レポート | T.ドルジ 36分 |

| スガサダシュ・スタジアム（コロンボ） 観客数: 3,500人 主審: 傅明 |

| 2015年3月17日 16:00 (UTC+6) |

| ブータン               | 2 - 1    | スリランカ    |
| C.ゲルツェン 5分, 90分 | レポート | ザルワン 35分 |

| チャンリミタン・スタジアム（ティンプー） 観客数: 15,000人 主審: マライ・アル・アワジ |

ブータンが2次予選に進出。